# Logan Lerman
Logan Wade Lerman  (Beverly Hills, California, 19 de enero de 1992) es un actor estadounidense. A mediados de la década de los 2000, trabajó en varios anuncios de televisión, y más tarde, actuó en la serie Jack & Bobby y en las películas The Butterfly Effect y Hoot. Su trabajo en 3:10 to Yuma, The Number 23, Meet Bill, Gamer y My One and Only fue bien recibido por la crítica. Entre 2010 y 2013, protagonizó la saga cinematográfica de Percy Jackson. En 2011, interpretó a D'Artagnan en Los tres mosqueteros, y un año después, actuó en The Perks of Being a Wallflower. En 2014, interpretó a Cam en Noé y al soldado Norman Ellison en Fury. En 2020, protagonizó la serie Hunters, interpretando a Jonah Heidelbaum.

## Biografía

### Primeros años
Logan Lerman nació el 19 de enero de 1992 en Beverly Hills. Es hijo de Lisa, su agente, y Larry Lerman, un empresario. Tiene un hermano y una hermana, ambos mayores que él. Es judío, y tuvo una ceremonia de Bar Mitzvah. Su abuelo paterno, Max, nació en Berlín y era hijo de un judío alemán que escapó del régimen nazi y se estableció con su familia en Shanghái antes de la Segunda Guerra Mundial. En 1948 se trasladaron a los Estados Unidos y fundaron en Los Ángeles una empresa fabricante de órtesis y prótesis, que aún pertenece a la familia. Su abuela paterna era hija de judíos rusos y nació en la Ciudad de México. Su abuelo materno era un inmigrante judío polaco, mientras que su abuela era una estadounidense hija de judíos canadienses.
En junio de 2010, Lerman se graduó de la Beverly Hills High School, y después de eso se anotó en la Universidad de Nueva York para estudiar escritura creativa. Ha dicho que es la «oveja negra» de su familia, pues todos sus familiares se dedican a alguna profesión relacionada con la medicina. Se considera una persona creativa y un apasionado de la actuación. Ha expresado su interés por aprender «todo lo relacionado con hacer una película», y aspira a convertirse en director y guionista. Ha declarado que sus directores preferidos son, entre otros, Paul Thomas Anderson, Stanley Kubrick, David Fincher y Peter Bogdanovich.

### Percy Jackson

#### 2000-2010
Lerman comenzó su carrera cuando era muy joven, pero no fue hasta que tuvo unos doce años que empezó a tomarse la actuación como una profesión. A los dos años, participó en su primer anuncio televisivo. En el año 2000 realizó su debut en cine cuando actuó en The Patriot, donde interpretó a uno de los hijos del personaje de Mel Gibson. A esta película, que recaudó más de cien millones de dólares, le siguió What Women Want, de ese mismo año y donde Lerman volvió a trabajar con Gibson. En 2001 actuó en Riding in Cars with Boys, basada en la autobiografía de Beverly Donofrio, en el papel de Jason a los ocho años. Después de eso, dejó temporalmente la actuación y dijo que cuando filmaba «no era consciente de lo que estaba haciendo o de lo que estaba sucediendo», pero retomó la iniciativa luego de encontrarle interés a la producción y al rodaje.
En 2003 interpretó a Luke Chandler en el telefilme de la CBS A Painted House, basado en la novela homónima de John Grisham. Matthew Gilbert, de The Boston Globe, llamó a Lerman «una revelación que promete», mientras que John Martin, de Telegraph Herald, escribió que el papel fue interpretado tranquila y efectivamente. Lerman ganó, junto con Calum Worthy, el premio Young Artist al mejor actor en telefilme, miniserie o especial. En 2004 actuó en The Butterfly Effect, donde encarnó a Evan Treborn, personaje de Ashton Kutcher, a los siete años. La película tuvo un presupuesto de trece millones de dólares y una recaudación mundial de 96 millones de dólares.

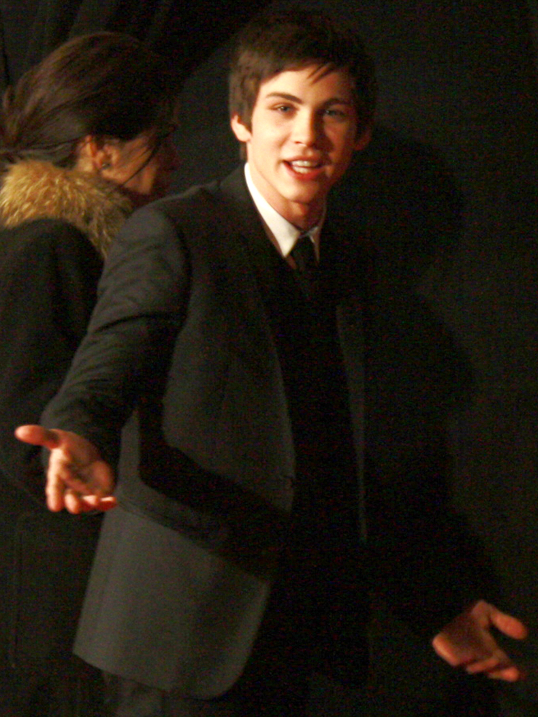
Lerman la premier de Percy Jackson & the Olympians: The Lightning Thief en Nueva York, en febrero de 2010

Entre 2004 y 2005 Lerman protagonizó, junto con Matt Long y Christine Lahti, la serie Jack & Bobby, donde interpreta a Bobby McCallister, el «extravagante hermano menor de Jack» que de adulto se convierte en presidente. El programa consiguió críticas favorables pero no superó el índice de audiencia esperado, por lo que fue cancelado. Linda G. Kincaid, de Boston Herald, mencionó que Lerman le da al personaje «una combinación entre vulnerabilidad y fortaleza» y que este tiene, a pesar de su corta edad, «seguridad en sus convicciones». Gillian Flynn, de Entertainment Weekly, notó similitudes entre la actuación de Lerman y la de Henry Thomas en E.T. the Extra-Terrestrial (1982). Por su trabajo, Lerman ganó el premio Young Artist al mejor actor en una serie de comedia o drama. Tiempo después, declaró que mientras participaba en la serie «comencé a tomarme el asunto en serio». En 2006 actuó en Hoot, basada en la novela homónima de Carl Hiaasen y dirigida por Wil Shriner, donde interpreta a Roy Eberhardt, un joven que intenta evitar la destrucción de un nido de mochuelos en peligro de extinción. Desson Thomson, de The Washington Post, escribió en su reseña que la decente actuación de Lerman «es una anomalía en un mar de insipidez», y Ruthe Stein, del San Francisco Chronicle, señaló que el trabajo del actor no la convenció. Lerman, por su parte, ganó su tercer premio Young Artist, esta vez al mejor actor joven en una película.
En 2007 interpretó a Robin Sparrow en el thriller The Number 23, donde compartió créditos con Jim Carrey y Virginia Madsen. La película recibió críticas negativas y recaudó 77,5 millones de dólares. Ese año, Lerman también actuó en 3:10 to Yuma, una adaptación de la película homónima de 1957, que a su vez está basada en un relato de Elmore Leonard. Su personaje, el rebelde hijo del ranchero Dan Evans (Christian Bale), no existe en la obra de Leonard ni en la película original. Recibió muy buenas críticas, y Claudia Puig, de USA Today, destacó su trabajo en este papel secundario. El elenco fue candidato al premio del Sindicato de Actores al mejor reparto, y Lerman fue nominado por segundo año consecutivo al premio Young Artist como mejor actor joven en una película, pero no lo ganó.
En 2008 trabajó en la comedia Meet Bill, protagonizada por Aaron Eckhart y dirigida por Bernie Goldmann y Melisa Wallack. El nombre de su personaje, un adolescente que es el «consejero para la vida» de Bill (Eckhart), no es mencionado, por lo que está acreditado como «The Kid» («el niño»). Para Laura Burrows, del sitio web IGN, la actuación de Lerman es «la mejor de toda la película». No obstante, concluyó en que Meet Bill ofrece algo de gracia recién en los últimos quince minutos, y la puntuó con un 6 de 10. El siguiente año Lerman interpretó a Simon, quien controla al personaje de Gerard Butler en un videojuego de la vida real, en Gamer, a la que Kirk Honeycutt, de The Hollywood Reporter, llamó «una deslucida imitación de un videojuego». También en 2009 protagonizó, junto con Renée Zellweger, My One and Only, dirigida por Richard Loncraine. En esta encarna a un joven George Hamilton, actor que más tarde dijo que el actor hizo un «maravilloso trabajo» interpretándolo. Catherine Hickley, en su reseña para el sitio web de Bloomberg TV, destacó la actuación de Lerman. De manera similar, a Betsy Sharkey, de Los Angeles Times, le gustó la interpretación y agregó que «Lerman plasma lo fácil que es para un adolescente enojado lastimar a su madre solo con sus palabras».

#### 2010-presente
En 2010 Lerman interpretó a Percy Jackson, un estudiante con problemas de atención y dislexia que descubre que es hijo de Poseidón, en Percy Jackson & the Olympians: The Lightning Thief, dirigida por Chris Columbus y basada en la novela de Rick Riordan, la primera de la serie literaria Percy Jackson & the Olympians. Stephen Holden, de The New York Times, escribió que la película «parece un producto de segunda mano» debido a sus similitudes con la saga cinematográfica de Harry Potter (las dos primeras entregas también las dirigió Columbus). En la taquilla, contó con un presupuesto de 95 millones de dólares y recaudó 226,4 millones de la misma moneda. Por su trabajo, Lerman fue nominado a un premio Saturn a la mejor interpretación de un actor joven. También recibió nominaciones a los MTV Movie & TV Awards en las categorías mejor actor revelación y mejor pelea, esta última junto con Jake Abel. En los Teen Choice Awards, fue candidato a las mismas categorías. Ese año participó, junto con muchas otras celebridades hollywoodenses, en el anuncio de servicio público «Change the Odds» en apoyo al programa Stand Up to Cancer, cuyas recaudaciones están destinadas a investigaciones sobre el cáncer.
En 2011 personificó a D'Artagnan en The Three Musketeers, basada en la novela homónima de Alejandro Dumas y por la que tuvo que entrenar varios meses para las escenas de lucha, a lo que se refirió como «intenso y abrumador». Por otra parte, a su personaje lo describió como «engreído e impulsivo, y diferente a cualquier otro que haya interpretado». También dijo que la novela es la favorita de su abuelo y que este se la llevó consigo cuando escapó de Alemania hacia China. La película no fue bien recibida por la prensa especializada y, en su reseña para el Lexington Herald-Leader, el crítico Michael Phillips escribió: «Lerman ha hecho un buen trabajo en películas como 3:10 to Yuma y la primera de Percy Jackson, pero en esta es una pizarra en blanco». El actor fue nominado a un Teen Choice Award al mejor actor en una película de acción.
En 2012 protagonizó la película The Perks of Being a Wallflower basada en la novela epistolar del mismo nombre publicada en 1999, en la cual interpretó a Charlie, un joven con problemas emocionales cuyo mejor amigo se suicidó. En esta película actuó junto a Emma Watson y Ezra Miller. Debido a su interpretación, ganó el premio en la categoría Mejor actor en una película drama en los Teen Choice Awards de 2013.
Lerman interpretó a Lou en el drama independiente Stuck in Love, que se estrenó en 2013. Además, en ese año Lerman volvió a repetir su papel de Percy Jackson en Percy Jackson y el mar de los monstruos, la segunda película de la saga. En 2014 volvió a compartir pantalla con Emma Watson, esta vez en la película Noah, donde encarnó a Cam, segundo hijo de Noé (Russell Crowe). Ese mismo año también coprotagonizó, junto a Brad Pitt, Jon Bernthal y Shia LaBeouf, la película ambientada en la Segunda Guerra Mundial Fury, del director David Ayer. En el largometraje, el personaje de Lerman es un soldado estadounidense que lucha contra las fuerzas nazis.
Desde 2020 ha estado protagonizando la serie Hunters de  Prime Video y apareció en el drama Shirley (2020). Ha coproducido Press Play (2022) y tuvo un papel secundario en Bullet Train (2022).
En julio de 2025, Logan Lerman protagonizará la película Oh, Hi! junto con Molly Gordon.

### Vida personal
En noviembre de 2023 se comprometió con Ana Corrigan, con la que mantenía una relación de más de cuatro años.

## Filmografía

### Cine
| Año  | Título original                                    | Papel                         | Notas |
| ---- | -------------------------------------------------- | ----------------------------- | --- |
| 2000 | What Women Want                                    | Nick Marshall (niño)          | |
| 2000 | The Patriot                                        | William Martin                | |
| 2001 | Riding in Cars with Boys                           | Jason (ocho años)             | |
| 2004 | The Butterfly Effect                               | Evan Treborn (siete años)     | |
| 2006 | Hoot                                               | Roy Eberhardt                 | |
| 2007 | The Number 23                                      | Robin Sparrow                 | |
| 2007 | 3:10 to Yuma                                       | William Evans                 | |
| 2008 | Meet Bill                                          | «The Kid»                     | |
| 2009 | My One and Only                                    | George Deveraux (quince años) | |
| 2009 | Gamer                                              | Simon Silverton               | |
| 2010 | Percy Jackson & the Olympians: The Lightning Thief | Percy Jackson                 | |
| 2011 | The Three Musketeers                               | D'Artagnan                    | |
| 2012 | The Perks of Being a Wallflower                    | Charlie Kelmeckis             | Premio de la San Diego Film Society a la mejor actuación por un elenco Teen Choice Award al mejor actor en una película dramática Nominado – Premio Chlotrudis al mejor reparto Nominado – Critics' Choice Award al mejor actor joven Nominado – MTV Movie Award al mejor beso (con Emma Watson) Nominado – MTV Movie Award al mejor momento musical (compartido con Emma Watson y Ezra Miller) Nominado – Teen Choice Award al mejor beso (con Emma Watson) Nominado – Premio de la Washington D. C. Area Film Critics Association a la mejor actuación joven |
| 2012 | Stuck in Love                                      | Louis                         | |
| 2013 | Percy Jackson: Sea of Monsters                     | Percy Jackson                 | |
| 2014 | Noah                                               | Cam                           | |
| 2014 | Fury                                               | Norman "Machine" Ellison      | |
| 2016 | Indignación                                        | Marcus Messner                | También productor ejecutivo |
| 2018 | The Vanishing of Sidney Hall                       | Sidney Hall                   | También productor ejecutivo |
| 2018 | Sgt. Stubby: An American Hero                      | Robert Conroy                 | |
| 2019 | End of Sentence                                    | Sean Fogle                    | |
| 2020 | Shirley                                            | Fred Nemser                   | |
| 2022 | Bullet Train                                       | El Hijo                       | |
| 2023 | Interstellar Ella: The Movie                       | Clay Holmes                   | |

### Televisión
| Año       | Título                 | Papel             | Notas                    |
| --------- | ---------------------- | ----------------- | ------------------------ |
| 2003      | A Painted House        | Luke Chandler     | Película para televisión |
| 2003      | 10-8: Officers on Duty | Bobby Justo       | Episodio: «Badlands»     |
| 2003      | The Flannerys          | Ryan Flannery     | Película para televisión |
| 2004-05   | Jack & Bobby           | Bobby McCallister |                          |
| 2020-2023 | Hunters                | Jonah Heidelbaum  | Protagonista             |
| 2024-     | We Were the Lucky Ones | Addy Kurc         | Protagonista             |